# Tōkyō Metro

Tokyo Metro-Logo

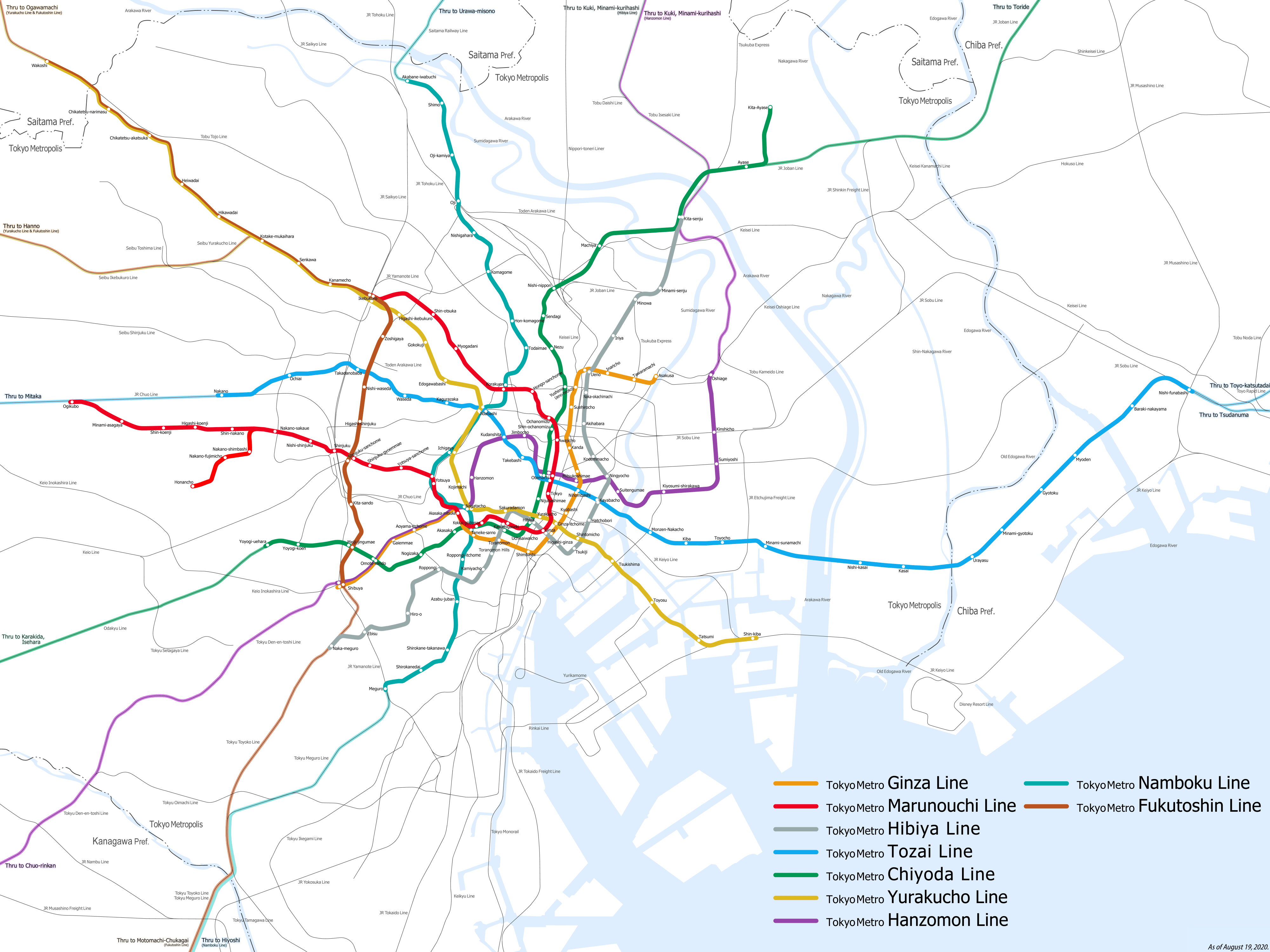
Liniennetz der Tokio Metro

Tokyo Metro (japanisch 東京メトロ, Tōkyō Metoro) ist die Bezeichnung eines von zwei U-Bahn-Systemen der japanischen Hauptstadt Tokio.
Betreiber ist die Tōkyō Chikatetsu K.K. (東京地下鉄株式会社, Tōkyō Chikatetsu Kabushiki-gaisha, dt. „Tokio-U-Bahn-Aktiengesellschaft“, engl. Tokyo Metro Co., Ltd.). 1941 wurde sie als Eidan (帝都高速度交通営団, Teito Kōsokudo Kōtsū Eidan, „Kaiserstädtische Schnellverkehrsgesellschaft“) für den Ausbau der Ginza-Linie und den Bau von sieben anderen Linien (Marunouchi, Hibiya, Tōzai, Chiyoda, Yūrakuchō, Hanzōmon and Namboku) gegründet. Die Behörde wurde 2004 in die Tōkyō Chikatetsu K.K. umgewandelt, wobei die Tokioter Präfekturregierung 46,6 % und die japanische Regierung 53,4 % der Aktien hält.
Heute transportiert Tokyo Metro mit 9 Linien täglich 5,8 Millionen Passagiere auf 192 km Streckenlänge und 141 Bahnhöfen. Die Gesellschaft erzielte im Geschäftsjahr 2005 einen Gewinn von 43,53 Milliarden Yen und ist damit neben der Hongkonger U-Bahn der weltweit einzige profitabel arbeitende U-Bahn-Betreiber.
Das Unternehmen bereitet für 2024 den Gang an die Tokioter Börse vor. Die japanische Regierung und die Metropolregion Tokio wollen hierdurch gemeinsam einen 50-Prozent-Anteil veräußern. Erster Handelstag der Aktie ist der 23. Oktober. Es ist der größte Börsengang in Japan seit dem der Softbank im Jahr 2018.

## Spurweite und Durchbindung
Die beiden ältesten Linien (Ginza und Marunouchi) fahren auf Normalspur (1435 mm Spurweite). Die Stromversorgung erfolgt über eine seitlich angebrachte Stromschiene mit 600 V Gleichstrom.
Alle anderen Tokyo-Metro-Linien fahren auf Gleisen mit der Spurweite 1067 mm (Kapspur) und beziehen ihren Strom aus einer Oberleitung (1500 V Gleichstrom). Die Spurweite 1067 mm ist in Japan weit verbreitet. Damit konnten diese U-Bahn-Linien an den Endhaltestellen zu Linien der Vorortbahnen durchgebunden werden. Die U-Bahn-Züge fahren also auf den Vorortlinien weiter, die von anderen Eisenbahngesellschaften betrieben werden. Umgekehrt verkehren auch Vorortzüge als U-Bahnen auf den Linienabschnitten der Tokyo Metro.

## Fahrpreis
Tokyo Metro berechnet für die ersten sechs Kilometer 170 Yen. Es folgen mehrere Preisstufen bis zum Maximalbetrag von 310 Yen ab 28 km. Kinder zahlen die Hälfte, auf volle 10 Yen aufgerundet.
In Tokio gibt es keinen Verkehrs- oder Tarifverbund. Wenn die Fahrgäste von Tokyo Metro in die Linie eines anderen Betreibers umsteigen, berechnet sich der Fahrpreis aus den Teilstrecken der einzelnen Unternehmen, abzüglich eines kleinen Nachlasses. Unter dem Strich ist das relativ teuer, weil zwei kurze Fahrten mehr kosten als eine längere. Auch durchgebundene Fahrten zählen in diesem Fall getrennt, obwohl die Fahrgäste im selben Zug sitzen bleiben.
Zu empfehlen sind deshalb 72-Stunden-Tickets für Touristen, die an Flughäfen, bei Touristeninformationen und in ausgesuchten Geschäften und Hotels erhältlich sind und zur Benutzung der gesamten U-Bahnstrecken in Tokio berechtigen. Erwachsene zahlen hierfür 1500 Yen.

## Linien
Tōkyō Metro betreibt folgende Linien:
|   | Name                   | Strecke                  | Bahnhöfe | Länge   | Verbindung zu anderen Linien                                   |
| - | ---------------------- | ------------------------ | -------- | ------- | -------------------------------------------------------------- |
| G | Ginza-Linie            | Shibuya−Asakusa          | 18       | 14,3 km | −                                                              |
| M | Marunouchi-Linie       | Ikebukuro–Ogikubo        | 24       | 24,2 km | −                                                              |
| m | (Zweigstrecke) (~分岐) | Nakano-sakaue−Hōnanchō   | 03+      | 03,2 km | −                                                              |
| H | Hibiya-Linie           | Naka-Meguro–Kita-Senju   | 21       | 20,3 km | Tōbu-Isesaki-Linie, Tōbu-Skytree-Line                          |
| T | Tōzai-Linie            | Nakano–Nishi-Funabashi   | 22       | 30,8 km | JR-Chūō-Sōbu-Linie, JR-Sōbu-Hauptlinie, Tōyō-Kōsoku-Linie      |
| C | Chiyoda-Linie          | Yoyogi-Uehara–Kita-Ayase | 20       | 24,0 km | JR-Jōban-Linie, Odakyū Odawara-Linie, Odakyū Tama-Linie        |
| Y | Yūrakuchō-Linie        | Wakōshi–Shin-Kiba        | 24       | 28,3 km | Tōbu Tōjō-Hauptlinie, Seibu Yūrakuchō-Linie                    |
| Z | Hanzōmon-Linie         | Shibuya−Oshiage          | 14       | 16,9 km | Tōkyū Den’entoshi-Linie, Tōbu-Isesaki-Linie                    |
| N | Namboku-Linie          | Akabane-iwabuchi–Meguro  | 19       | 21,3 km | Tōkyū Meguro-Linie, Saitama-Kōsoku-Linie                       |
| F | Fukutoshin-Linie       | Wakōshi–Shibuya          | 16       | 20,2 km | Tōbu Tōjō-Hauptlinie, Seibu Yūrakuchō-Linie, Tōkyū Toyoko-Line |